# Sphenodesme eryciboides
Sphenodesme eryciboides là một loài thực vật có hoa trong họ Hoa môi. Loài này được Kurz miêu tả khoa học đầu tiên năm 1871.